# Lancy
Lancy é uma comuna suíça do Cantão de Genebra que fica rodeada por Genebra, Carouge, Plan-les-Ouates, Onex e Vernier. O Rio Ródano faz de fronteira com a comuna e cidade de Genebra.
Segundo o Departamento Federal de Estatísticas Lancy ocupa uma superfície de 4.77 km2 e com os seus 28 821 habitantes em 2008 foi uma daquelas comunas de Genebra que teve um aumento populacional muito importante nos anos 1960 pois passou de 6 867 a 20 523 em 1970. Este aumento coincidiu com uma necessidade de alojamento que se estabilizou depois pois em 2008 tinha 27 222. 
A comuna compreende as localidades de Petit-Lancy, Grand-Lancy e La Praille, e este que além de ser actualmente um importante centro comercial e com inúmeras  PME, é o local onde foi construído o estádio de futebol de Genebra para o Mundial.
Lancy conta com duas escolas do chamado "Cycle d'orientation", que é equivalente ao Liceu em Portugal, e duas escola privadas, um "Collège", equivalente do secundário, e duas escolas de formação profissional.

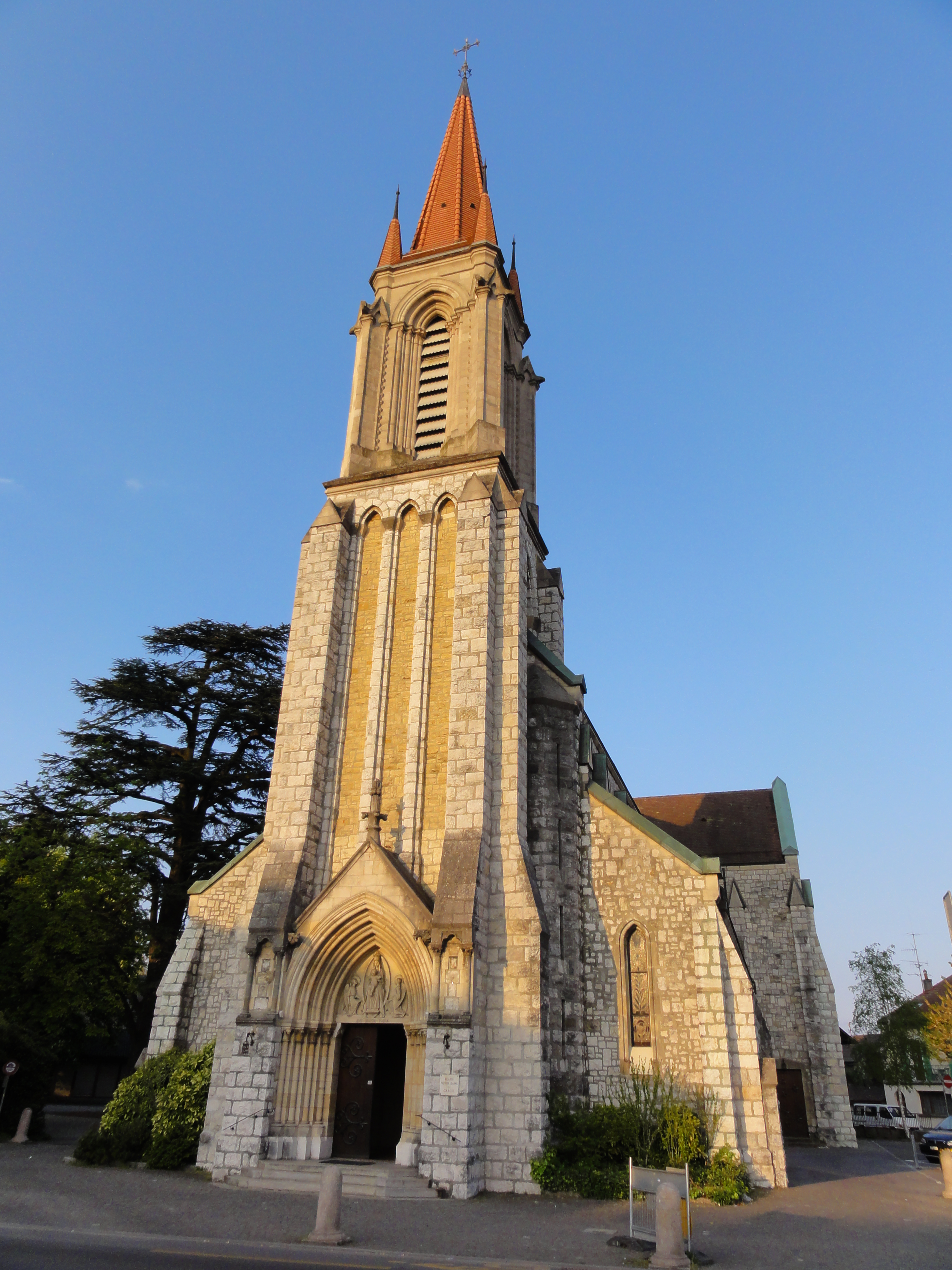
Igreja Notre-Dame des Grâces no Grand-Lancy

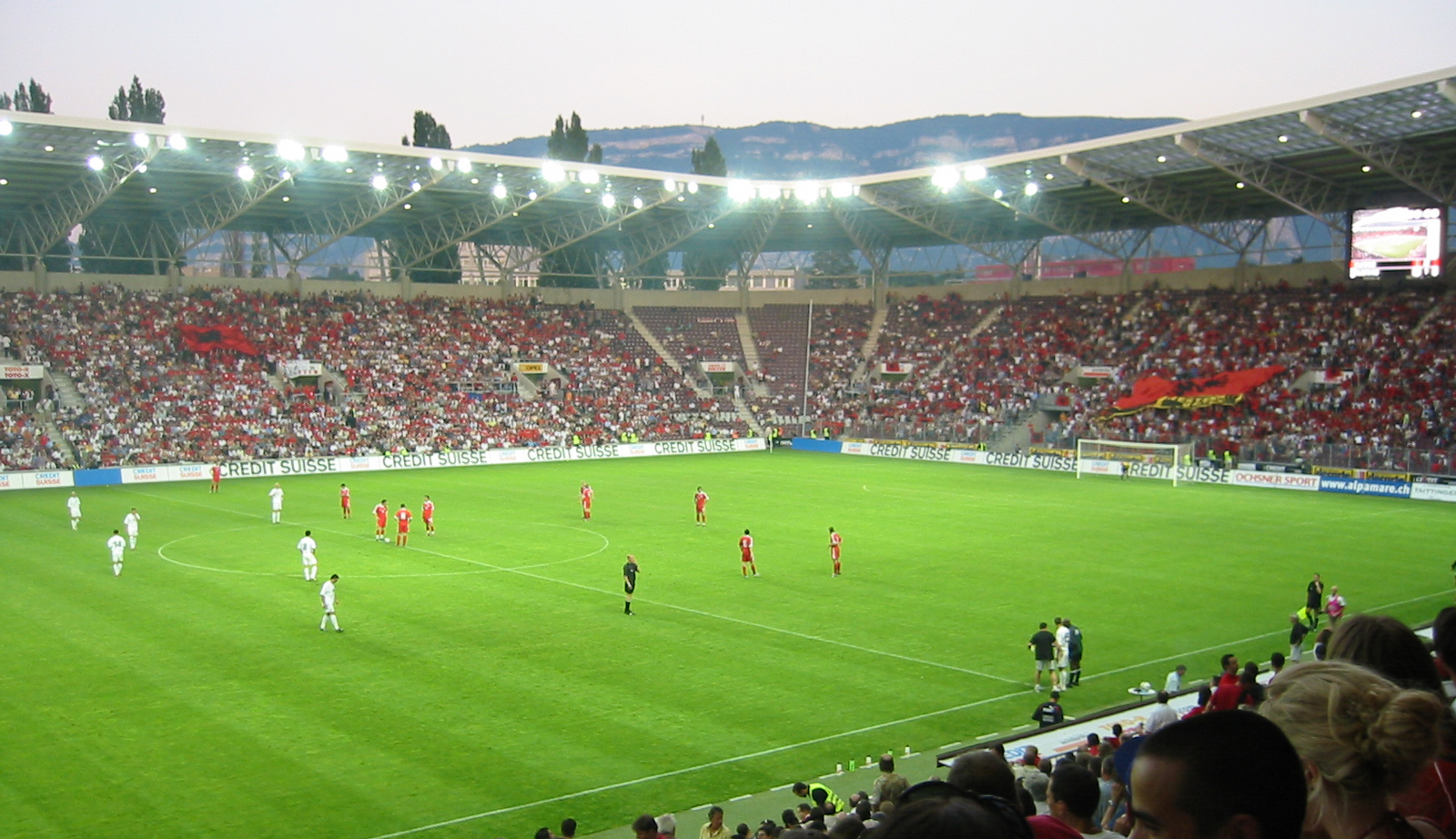
Estádio de Genebra-La Praille

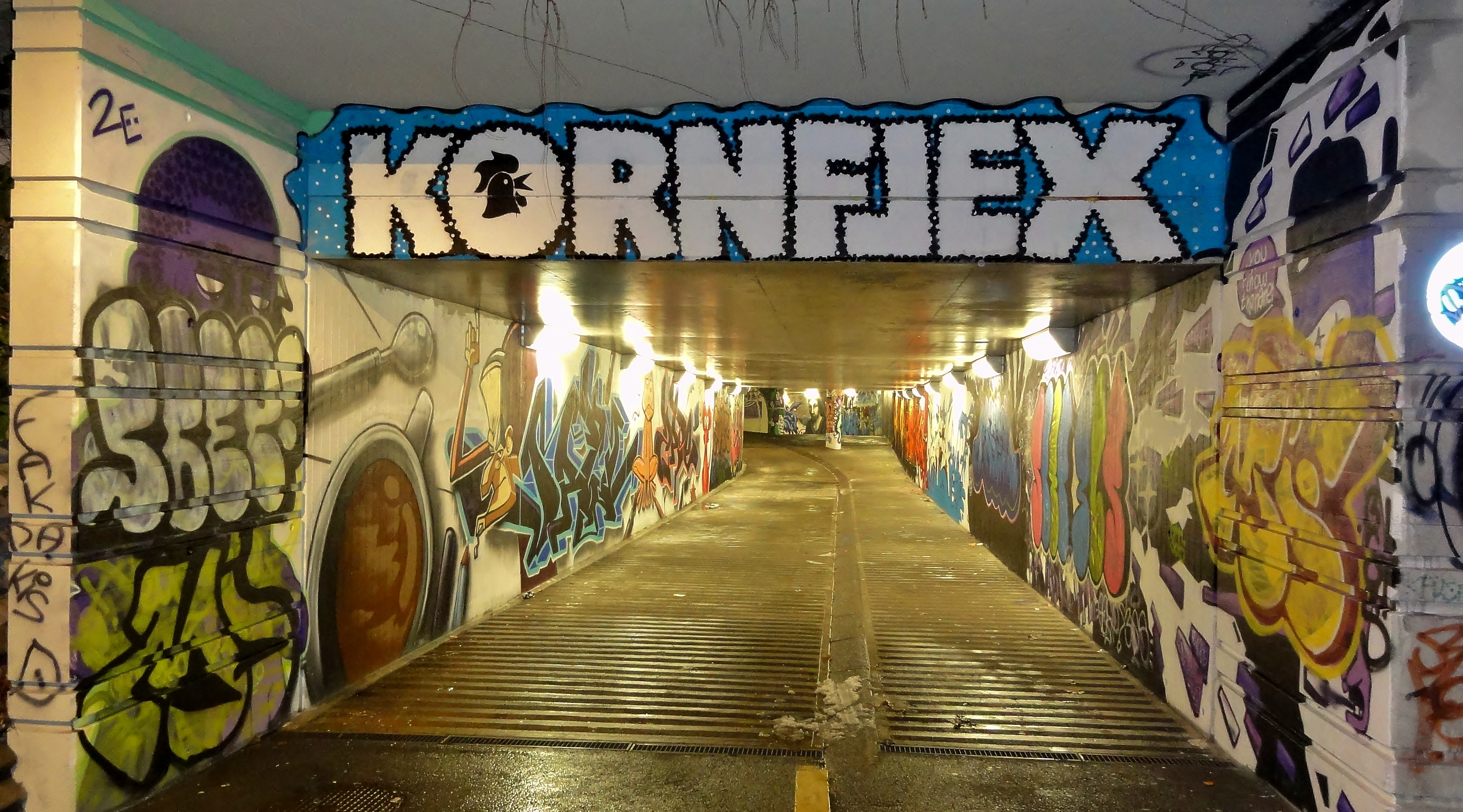
Graphiti da passagem de nível do Bachet-de-Pesey para o Estádio de Genebra em La Praille

A Comuna está implicada há vários anos na Agenda 21 . 